# Aleksi Holmberg
Pour les articles homonymes, voir Holmberg.
Aleksi Holmberg (né le 17 mars 1987 à Helsinki en Finlande) est un joueur professionnel finlandais de hockey sur glace. Il évolue au poste de défenseur.

## Biographie
Formé au HIFK, il commence sa carrière en senior en 2006-2007 dans la SM-liiga. Cette année-là, il est appelé en équipe junior de Finlande et dispute six matchs en Mestis, le deuxième niveau finlandais. Touché au poignet lors de la campagne, 2007-2008, il rejoint la saison suivante le HPK Hämeenlinna. En 2011, il décide de partir en France. Il signe aux Diables Rouges de Briançon dans la Ligue Magnus. Il y retrouve Jermu Porthén qui était son coéquipier au HIFK. Au cours de la Coupe de la Ligue, les Diables Rouges, premiers de la poule D, éliminent ensuite Chamonix puis Rouen pour atteindre la finale de l'épreuve. Le match se dispute sur la glace de Méribel où ils comptent cinq défaites en finale de Coupe de la ligue et de Coupe de France. Après trois échecs à ce stade de la compétition, les Briançonnais l'emportent 4-1 face aux Pingouins de Morzine-Avoriaz et décrochent la première Coupe de la Ligue de leur histoire.

## Statistiques

### En club
| Saison    | Équipe                 | Ligue        |    | Saison régulière | Saison régulière | Saison régulière | Saison régulière | Saison régulière |   | Séries éliminatoires | Séries éliminatoires | Séries éliminatoires | Séries éliminatoires | Séries éliminatoires |
| Saison    | Équipe                 | Ligue        | PJ | B                | A                | Pts              | Pun              | PJ               | B | A                    | Pts                  | Pun                  |                      |                      |
| 2006-2007 | HIFK                   | SM-liiga     | 24 | 0                | 0                | 0                | 2                | -                | - | -                    | -                    | -                    |                      |                      |
| 2006-2007 | Suomi U20              | Mestis       | 6  | 0                | 3                | 3                | 10               | -                | - | -                    | -                    | -                    |                      |                      |
| 2007-2008 | HIFK                   | SM-liiga     | 43 | 3                | 3                | 6                | 63               | 7                | 0 | 2                    | 2                    | 8                    |                      |                      |
| 2007-2008 | HC Salamat Kirkkonummi | Mestis       | 1  | 0                | 0                | 0                | 2                | -                | - | -                    | -                    | -                    |                      |                      |
| 2008-2009 | HIFK                   | SM-liiga     | 11 | 0                | 0                | 0                | 2                | -                | - | -                    | -                    | -                    |                      |                      |
| 2009-2010 | HPK Hämeenlinna        | SM-liiga     | 28 | 1                | 1                | 2                | 14               | -                | - | -                    | -                    | -                    |                      |                      |
| 2010-2011 | HPK Hämeenlinna        | SM-liiga     | 35 | 0                | 3                | 3                | 49               | -                | - | -                    | -                    | -                    |                      |                      |
| 2011-2012 | Briançon               | Ligue Magnus | 18 | 0                | 1                | 1                | 36               | 4                | 0 | 0                    | 0                    | 6                    |                      |                      |
| 2011-2012 | Briançon               | CdF          | 3  | 0                | 0                | 0                | 10               | -                | - | -                    | -                    | -                    |                      |                      |
| 2011-2012 | Briançon               | CdlL         | 4  | 0                | 0                | 0                | 2                | 5                | 0 | 3                    | 3                    | 8                    |                      |                      |
| 2012-2013 | Kiekko-Vantaa          | Mestis       | 7  | 1                | 1                | 2                | 33               | -                | - | -                    | -                    | -                    |                      |                      |
|           |                        |              |    |                  |                  |                  |                  |                  |   |                      |                      |                      |                      |                      |
| 2014-2015 | Kiekko-Vantaa Itä      | 2.Divisionna | 3  | 1                | 2                | 3                | 4                | 4                | 2 | 0                    | 2                    | 6                    |                      |                      |